# Anubis clavicornis
Anubis clavicornis là một loài bọ cánh cứng trong họ Cerambycidae.